# Ralf Malorny
Ralf Malorny (* 1959/1960) ist ein ehemaliger deutscher Boxer.

## Werdegang
Im Dezember 1979 stand Malorny in Fürstenfeldbruck bei Vergleichskämpfen zwischen Junioren-Boxern aus der Bundesrepublik Deutschland und Polen im Ring. Er nahm 1979 mit der bundesdeutschen Mannschaft an einem internationalen Jugendturnier in Schwerin in der Deutschen Demokratischen Republik teil und unterlag dort im Finale.
Malorny wurde im März 1981 in Münster Zweiter des internationalen Turniers Intercup und 1981 bundesdeutscher Meister im Amateurboxen. Er gewann den Titel im Halbmittelgewicht und war damit in dieser Gewichtsklasse Nachfolger von Reinhard Jassmann sowie Vorgänger von Graciano Rocchigiani. Mit dem Verein Ringfrei Mühlheim war er in der Box-Bundesliga vertreten.
Im Mai 1982 trat Malorny bei der Weltmeisterschaft in München an, er schied im Achtelfinale gegen den Ungarn Sandor Hranek aus. Im Juni 1983 sprach der Deutsche Amateur-Boxverband aufgrund einer ärztlichen Empfehlung eine Schutzsperre gegen Malorny aus, deren Ende auf den 29. Mai 1984 festgelegt wurde. Begründet wurde die Entscheidung mit schweren Treffern und Niederlagen, die der Boxer in den vorangegangenen Monaten in Bundesliga-Kämpfen erlitten habe. Neben der Kampfsperre wurde verfügt, dass Malorny ein Vierteljahr kein Boxtraining durchführen und an keinem Sparring teilnehmen durfte.